# Den
Den je moško osebno ime.

## Izvor imena
Ime Den je različica moškega osebnega imena Denis.

## Pogostost imena
Po podatkih Statističnega urada Republike Slovenije je bilo na dan 31. decembra 2007 v Sloveniji število moških oseb z imenom Den: 14.

## Osebni praznik
V koledarju je ime Deni zapisano skupaj z imenom Denis.